# Xiu Xiu
Xiu Xiu — американская экспериментальная рок-группа, образованная в 2002 году певцом и автором песен Джейми Стюартом в Сан-Хосе. В настоящее время в состав группы входят мультиинструменталисты Стюарт (единственный постоянный участник с момента образования), Анджела Сео и перкуссионист Дэвид Кендрик. Название группы произошло от китайского фильма «Сю Сю: Сосланная», который, по словам Стюарта, повлиял на звучание их музыки.
Используя интенсивную смесь пост-панка, синти-попа, фолка, азиатской ударной музыки, экспериментальной музыки, нойза, современной композиции и многого другого, группа исследует сложности любви, секса, смерти и несправедливости.

## История
Xiu Xiu выпустили свои первые два альбома Knife Play (2002) и A Promise (2003), получившие положительные отзывы критиков, на лейбле 5 Rue Christine. Между ними на лейбле Absolutely Kosher Records был выпущен EP Chapel of the Chimes. Вскоре после этого был выпущен сборник Fag Patrol, а третий студийный альбом Fabulous Muscles — в 2004 году. La Forêt был выпущен в 2005 году после того, как к группе присоединилась Кэрели МакЭлрой, а The Air Force последовал за ним в 2006 году. Альбом Women as Lovers выпущен на основном лейбле Kill Rock Stars в 2008 году, и вскоре после этого МакЭлрой покинула группу.
Альбом Dear God, I Hate Myself выпущен в 2010 году и стал первым альбомом группы, в котором заметное место занимает давняя участница Анджела Сео. После подписания контракта с Polyvinyl Record Co. и Bella Union, Xiu Xiu выпустили Always (2012) и Angel Guts: Red Classroom (2014). В промежутке между этими двумя проектами группа выпустила трибьют-проект Нины Симон Nina на лейбле Graveface Records в конце 2013 года.
Затем последовал альбом Plays the Music of Twin Peaks (2016), состоящий из каверов на саундтреки к Твин Пикс, изначально выпущенный эксклюзивно в день музыкального магазина, но переизданный на Polyvinyl в том же году. После этого были выпущены альбомы Forget (2017) и Girl with Basket of Fruit (2019), а в 2021 году Xiu Xiu выпустили свой двенадцатый альбом Oh No. Их тринадцатый альбом Ignore Grief был выпущен в марте 2023 года, а четырнадцатый альбом 13" Frank Beltrame Italian Stiletto with Bison Horn Grips был выпущен в сентябре 2024 года.

## Характеристики
Название
Название группы взято из фильма «Сю Сю: Сосланная». Группа нашла свои первые треки, соответствующие духу фильма «гнилой реальности», согласно которому «жизнь иногда развивается по наихудшему сценарию». Стюарт отметил схожую тему в песне Трейси Чепмен «Fast Car», кавер которой Xiu Xiu исполнили в альбоме A Promise.
Стиль
Дэвид Эспиноза из Metro Silicon Valley сравнил Стюарта с исследователем, исследующим новые звуковые территории в 2001 году, когда он основал Xiu Xiu. Он сравнил голос Стюарта с сочетанием хрупкости Роберта Смита и гнева Трента Резнора времён The Downward Spiral, и отметил осознанный и взвешенный выбор Стюарта в развитии тональности группы, учитывая разрозненность и эксцентричность отдельных инструментов.
Брэндон Стосуй из Pitchfork отметил «неизменную поэтическую и романтическую красоту», скрывающуюся за «жестокостью» в текстах Стюарта. Он написал, что группа породила фандом, в котором девочки-подростки просят у Стюарта автограф.
Стюарт добавил, что группа возникла на пиратских радиостанциях Сан-Хосе, которые играли хаус, Хай-энерджи, фристайл и техно. Стюарт считал эти песни незатейливыми, простыми, душераздирающими, понятными и основанными на танцах, заставляющих грустить. Они сказали, что написали свою первую песню Xiu Xiu, когда ушли одни из танцевального клуба Сан-Хосе в рождественскую ночь: «Xiu Xiu родилась из чувства глупости и одиночества, и затем захотелось прогнать это чувство танцами, но клуб и его музыка только усиливали это глупое и одинокое чувство». Во время работы над A Promise Стюарт сказал, что на них повлияли гамелан, японская и корейская народная музыка, и они слушали современную классическую и «гей-танцевальную музыку».
Живые выступления
В 2003 году Стюарт рассказал Pitchfork, что живые выступления группы разительно отличались от записанного материала. По их словам, это было в основном связано с техническими ограничениями, связанными с воспроизведением материала в том виде, в котором он был записан. На живых выступлениях группа увеличила интенсивность громких рок-партий, хотя Стюарт отметил, что половина их сета состояла из «более громких, танцевальных вещей», а другая половина — из «очень тихих». Они отметили, что последнее иногда не соответствовало типу площадок, где они выступали.

## Дискография
Смотри статью «Дискография Xiu Xiu» в англ. разделе.
- Knife Play (2002)
- A Promise (2003)
- Fabulous Muscles (2004)
- La Forêt (2005)
- The Air Force (2006)
- Women as Lovers (2008)
- Dear God, I Hate Myself (2010)
- Always (2012)
- Angel Guts: Red Classroom (2014)
- Forget (2017)
- Girl with Basket of Fruit (2019)
- Oh No (2021)
- Ignore Grief (2023)
- 13" Frank Beltrame Italian Stiletto with Bison Horn Grips (2024)